# Novohrad (obec)
Novohrad (maďarsky Nógrád, latinsky Novigrad) je obec v Maďarsku v Novohradské župě v okrese Rétság. V roce 2007 v obci žilo 1592 obyvatel.
Stejnojmenný hrad v blízkosti obce byl administrativním centrem Novohradské župy/komitátu.

## Poloha
Obec se nachází v jihozápadní části župy Nógrád v pohoří Börzsöny. Patří mezi oblíbené turistické cíle v Maďarsku. Katastr obce má rozlohu 2 954 ha.

## Dějiny
Původní forma názvzu byla Novgrad. A jak název hradu napovídá, byl původ stavitelů hradu slovanský.
První písemná zmínka o hradu pochází z roku 1108, ale Novohradská župa existovala již v roce 1029 za panování Štěpána I.).
Hrad v roce 1284 získalo vacovské biskupství. V letech 1475 až 1506 jej dal biskup Mikuláš Báthory rozšířit podle plánů italského stavitele Jakuba Traguinuse.
Hrad byl několikrát obsazen Turky ( 1544 až 1594, 1663 až 1685 ) a stal se také centrem sandžaku. V roce 1709 hrad vyplenili uherští kuruci.
Jižní část Novohradského župy zpočátku obývalo zejména maďarské obyvatelstvo, ale v důsledku tureckých vpádů se tato oblast značně vylidnila a tak ji koncem 17. a začátkem 18. století kolonizovali Slováci ze severního Novohradu.
V důsledku maďarizace v 18. a 19. století slovenská kultura v obci zanikla a obyvatelstvo se hlásí převážně k maďarské národnosti.
V obci byl v roce 1757 postaven za přispění vacovského biskupa římskokatolický kostel a v roce 1865 zde byl postaven evangelický kostel.

## Národnostní složení
V roce 2001 se v obci Nógrád přihlásilo 98 % obyvatel k maďarské, 1 % ke slovenské a 1 % k romské národnosti.